# Jayawaras
Jayawaras is een bestuurslaag in het regentschap Garut van de provincie West-Java, Indonesië. Jayawaras telt 10.872 inwoners (volkstelling 2010).